# Carey, Ohio
Carey là một làng thuộc quận Wyandot, tiểu bang Ohio, Hoa Kỳ. Năm 2010, dân số của làng này là 3674 người.

## Dân số
- Dân số năm 2000: 3901 người.
- Dân số năm 2010: 3674 người.